# OV-chipkaart

Logotype de lOV-chipkaart.

L'Openbaarvervoerchipkaart ou OV-chipkaart (littéralement « Carte à puce de transport en commun » en néerlandais) est une carte à puce sans contact, valable sur l'ensemble des réseaux de transport en commun des Pays-Bas, notamment sur le réseau ferroviaire, principalement opéré par Nederlandse Spoorwegen (NS). Introduite en 2005 sous l'impulsion de la ministre Karla Peijs, elle constitue depuis le 3 novembre 2011 l'unique système de paiement sur les réseaux de bus, de tramway et de métro, aux côtés des tickets à l'unité et en remplacement des anciennes strippenkaarten. Il est cependant toujours possible d'acheter des billets de train au format papier.
L'OV-chipkaart est créée à l'initiative de cinq réseaux de transports majeurs du pays : la compagnie nationale de chemin de fer NS, la société de bus Connexxion et les réseaux de transport en commun des trois principales agglomérations du pays (GVB à Amsterdam, HTM à La Haye et RET à Rotterdam. Pour y parvenir, les cinq entreprises fondent une coentreprise baptisée Trans Link Systems (abréviée en TLS) pour développer et mettre en place l'OV-chipkaart, même si l'ensemble des réseaux de transport en commun du pays sont aujourd'hui compatibles avec le système.
En Belgique, son équivalent est MOBIB, introduit en 2008 par la STIB est généralisé sur l'ensemble des quatre opérateurs de transport public en 2015 afin d'améliorer l'intermodalité.
L'OV-chipkaart est maintenant un des maillons essentiels de l'attrait des transports publics néerlandais avec le cadencement des horaires et la facilité d'utilisation. La tarification est fixe, sans réservation et indépendante du choix du trajet ainsi que des éventuelles correspondances, tant que le trajet est effectué avec un même transporteur.

## Historique
À partir des années 1980, plusieurs systèmes de paiements électroniques sont testés sur les réseaux de transport en commun néerlandais. Parmi ces tentatives, on peut citer la Magneetkaart développée par Siemens à la fin des années 1980 et le Tripperpas testé pendant près de deux ans à Groningue sur des bus Arriva.
Le développement du système de l'OV-chipkaart débute en octobre 2001 avec la création de l'entreprise Trans Link Systems par cinq réseaux de transport, NS, GVB, RET, HTM et Connexxion. Dans le cadre du développement du système, des délégués de NS se rendent à Hong Kong en 1999 pour s'inspirer de la carte Octopus lancée deux ans plus tôt. Le système mis en place aux Pays-Bas est ainsi directement inspiré de celui de Hong Kong. En 2002, les premiers portillons sont testés par la RET à Rotterdam avec la tournicard, tandis qu'en 2003, NS teste à son tour les portillons sur la Hoekse Lijn de Schiedam à Hoek van Holland, depuis reconvertie en ligne B du métro de Rotterdam. Le système de l'OV-chipkaart est pour la première fois testé par des voyageurs de Rotterdam en 2005. Le système devient totalement opérationnel dans l'ensemble du pays en 2012.

## Fonctionnement

### Tarification

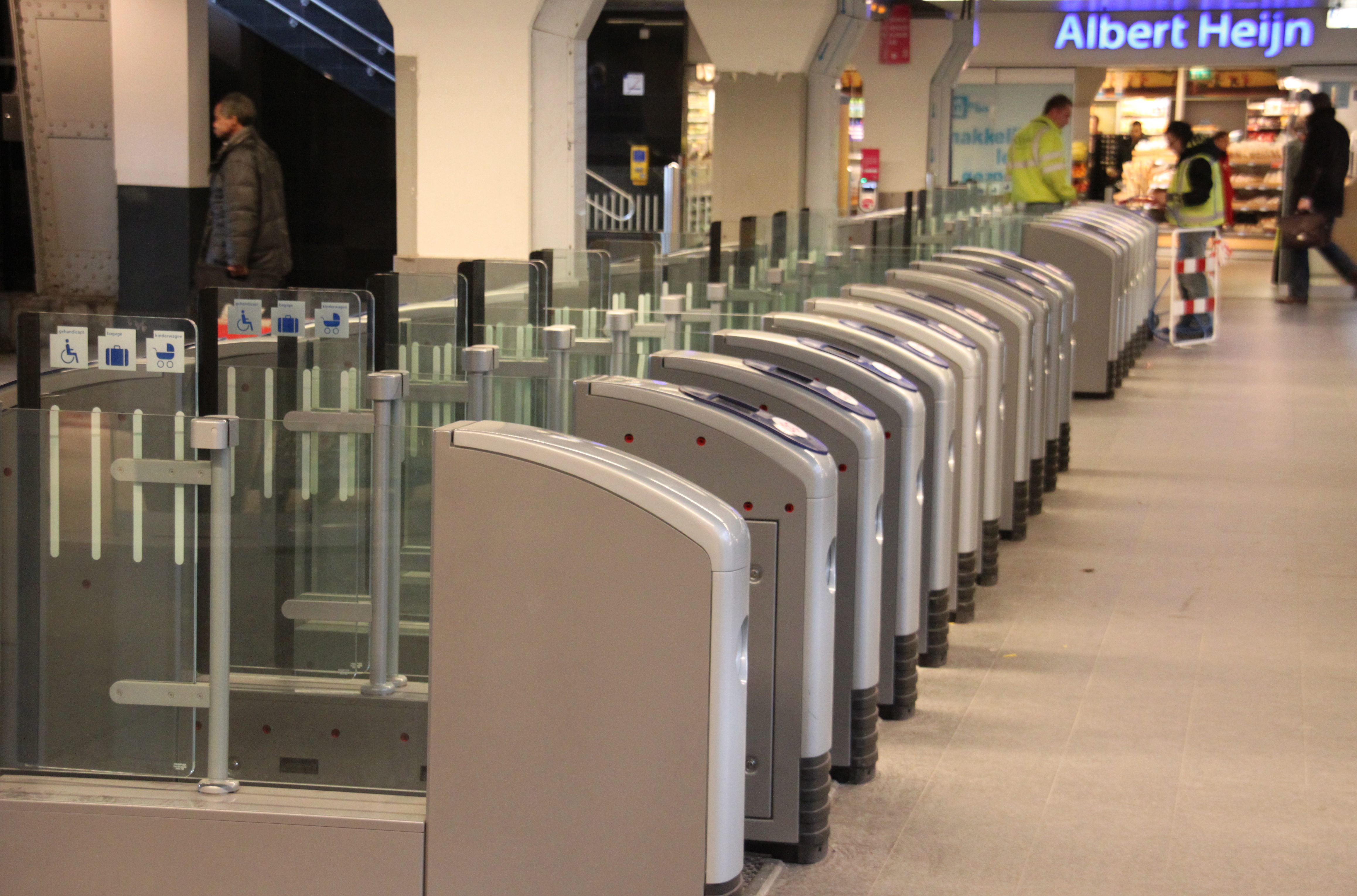
Tourniquets pour OV-chipkaart à la gare centrale d'Amsterdam.

L'OV-chipkaart repose sur une tarification pay as you go, c'est-à-dire proportionnelle à la distance parcourue ou au nombre de zones traversées, sur le même modèle que l'Oyster card (Londres) ou la Carte Octopus (Hong Kong). Les usagers doivent ainsi procéder à un « enregistrement » (check-in) au moment où ils montent dans le moyen de transport, et à un « dés-enregistrement » (check-out) au moment où ils en sortent. Chaque trajet est décompté du solde restant sur la carte, dans la limite du montant disponible. 

#### Caution (Instaptarief)
Le système de tarification diffère selon que la carte est utilisée sur le réseau de train, ou sur un réseau de transport en commun. Le principe de base de la tarification de l'OV Chipkaart est le prélèvement d'une caution (Instaptarief) au moment où l'usager réalise son check-in. Cette somme est automatiquement prélevée du solde disponible, et sert à prévenir le risque d'un oubli de check-out de la part de l'usager. Le montant de cette caution est automatiquement remboursé lorsque l'usager se dés-enregistre en descendant du moyen de transport. Le montant des cautions est harmonisé sur l'ensemble des réseaux de transport en commun; il est de 4 euros sur les réseaux de bus, tram et métro, et de 10, 20 ou zéro euros sur les réseaux de train selon que l'usager possède un abonnement ou non et le type d'abonnement.

#### Pay as you go
Sur les réseaux de transport en commun, la tarification de l'OV-chipkaart repose sur le paiement d'un « tarif de base » (Basistarief) au moment du check-in, puis d'un tarif kilométrique proportionnel à la distance parcourue. Ce montant forfaitaire est ainsi prélevé quelle que soit la distance parcourue par l'usager, et est fixé à l'échelle nationale. En date d'août 2013, il s'élève à 0.86€. Bien que le système de paiement soit uniforme au niveau national, chaque réseau de transport dispose d'une tarification kilométrique propre au-delà du tarif de base et de la caution. À titre d'exemple, le coût d'un voyage en tramway sera donc différent à Amsterdam et à La Haye. En outre, dans l'hypothèse d'un voyage nécessitant d'emprunter plusieurs réseaux différents (train NS puis tram), les usagers doivent procéder à un check-out sur le premier réseau, puis à un check-in sur le suivant. Il n'est ainsi pas possible de commencer un voyage en tramway à Amsterdam et de le terminer en bus à La Haye en ne procédant qu'à un seul check-in/check-out.
En cas de changement de véhicule sur un même réseau de transport (bus-tram, tram-métro, etc.) dans la limite de 35 minutes, il n'est pas nécessaire de repayer le « tarif de base ».  
Sur le réseau ferroviaire des NS, la tarification repose exclusivement sur la distance parcourue entre un point A et un  point B, sans « tarif de base ».

### Produits
La OV-chipkaart peut être utilisée uniquement à l'occasion de voyage occasionnels, mais elle peut également être couplée à plusieurs produits ou abonnements. Il est ainsi possible d'utiliser une carte d'abonnement de train sur un trajet donné sur une base pay as you go sur le réseau de transport de Rotterdam ou Amsterdam.
Inversement, un abonnement mensuel au réseau de transport d'une ville donnée peut être utilisé pour voyager en train sur le réseau national des NS. En cas d'utilisation simultanée d'un abonnement et du pay as you go, le système choisit automatiquement ce qu'il doit débiter en fonction du moyen de transport utilisé et de la zone parcourue.
La "OV-chipkaart" est facturée 10 euros (2022) non remboursables. Le remboursement éventuel du solde de la carte se fait au guichet. Combinée à un abonnement, elle peut avoir un intérêt pour du tourisme longue durée. Néanmoins les billets dématérialisés NS suffisent pour des courts séjours.
Parmi les abonnements disponibles, il y a la possibilité de voyagé avec 40% de réduction sur le réseau ferré national le weekend, en heure creuse ou de manière illimité sur une de ces période. En outre la carte permet la même réduction de 40% à 3 accompagnants du même trajet. 

### Chargement

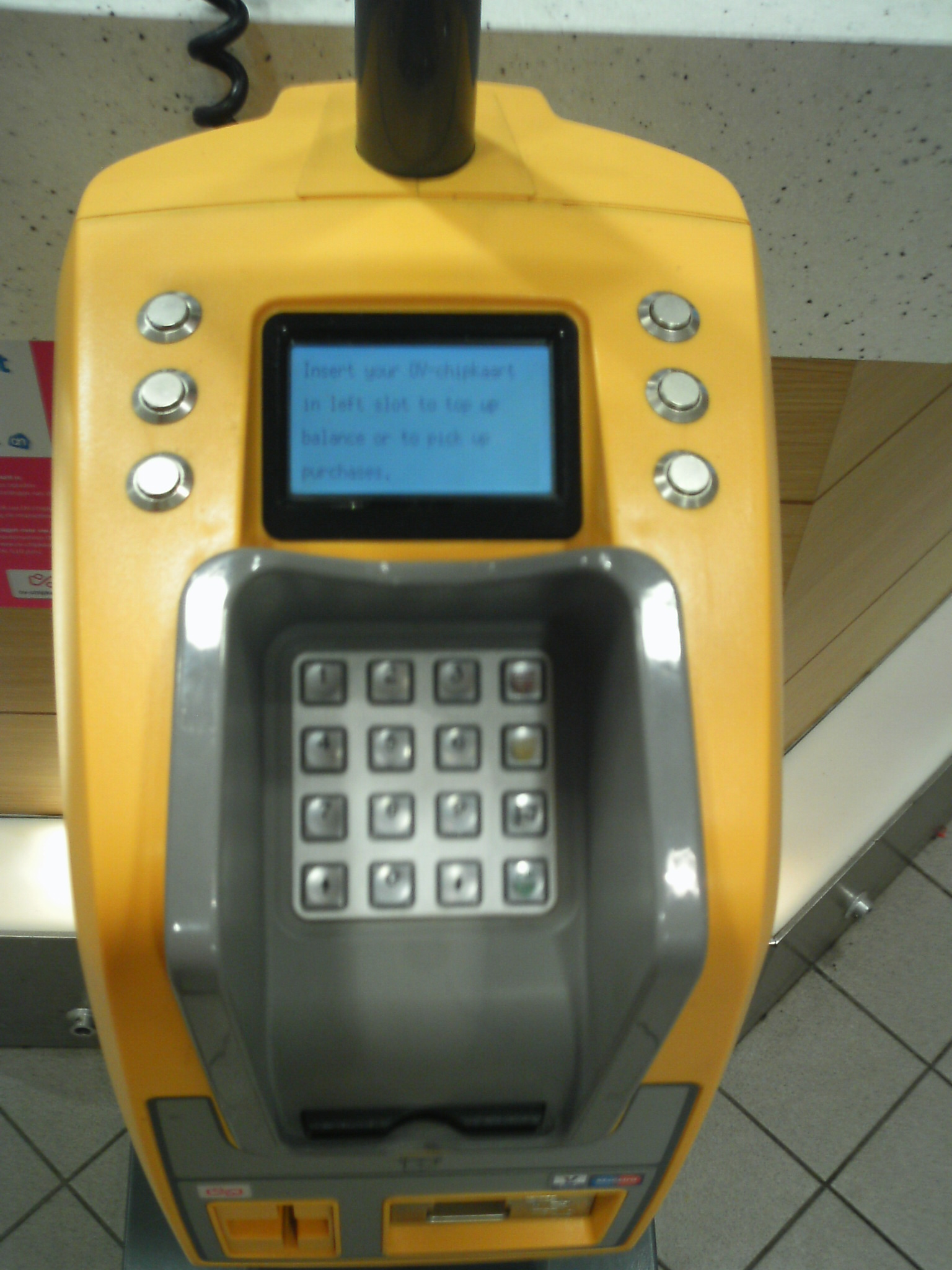
Borne de chargement que l'on retrouve dans les supermarchés, bureaux de tabac, etc.

Il est possible de recharger les OV-chipkaart dans l'ensemble des gares des Pays-Bas, ainsi que dans plusieurs bâtiments publics (soit au guichet, soit aux bornes). La plupart des supermarchés (Albert Heijn, etc.) et certains commerces sont également munis de bornes permettant de recharger sa carte. La carte peut également être rechargée en ligne.

### Couplage en ligne
Selon le type de carte et le type d'abonnement, il est possible de « coupler » sa carte en ligne. Cela permet aux usagers d'accéder à l'ensemble des informations relatives à leur OV-chipkaart et aux produits qu'ils possèdent (abonnements, réductions) et de consulter l'historique de leurs transactions. La plate-forme permet également de poster des requêtes en ligne (changement de produits, demande de remboursement en cas de retard, etc.).